# Апатинска пивара
Апатинська пивоварня (серб. Апатинска пивара / Apatinska pivara) — сербське пивоварне підприємство, розташоване у містечку Апатин Західно-Бацького округу автономного краю Воєводина. Підприємство є найбільшим виробником пива у Сербії, належить міжнародному пивоварному холдингу Starbev. Виробляє найпопулярніше у країні пиво торговельної марки Jelen Pivo.

## Історія
Броварня в Апатині уперше згадується у 1756 році як власність казни Габсбурзької імперії, що на той час контролювала північ Сербії. Наприкінці XIX століття підприємство було приватизоване, після чого модернізоване та розширине. Напередодні Першої світової війни обсяги його виробництва вже сягали 160 тисяч декалітрів пива на рік. У міжвоєнний період броварня перебувала у скрутному становищі і врешті-решт у 1935 році була змушена зупинити виробництво.
Відновлення виробництва пива в Апатині відбулося вже після Другої світової війни, в умовах державної планової економіки, на засадах якої формувалась господарська діяльність у новоствореній СФРЮ. У період з 1958 по 1966 рік підприємство зазнало масштабної модернізації, яка дозволила йому з локальної броварні стати провідним виробником пива в країні. У 1970-х була здійснена автоматизація виробничих процесів та був започаткований випуск безалкогольних напоїв.
З початком процесів роздержавлення власності у Югославії 1991 року Апатинський пивоварний завод було знову приватизовано.
У грудні 2003 року контроль над підприємством отримала бельгійська пивоварна корпорація Interbrew, яка згодом, після низки злиттів і поглинань, увійшла до складу міжнародного пивоварного гіганта Anheuser-Busch InBev. У грудні 2009 року пивні активи Anheuser-Busch InBev у країнах центральної Європи, включаючи Сербію, придбав інвестиційний фонд CVC Capital Partners. На сьогодні Апатинська пивоварня контролюється створеною фондом корпорацією Starbev, яка продовжує утримувати право виробництва пива окремих міжнародних торговельних марок Anheuser-Busch InBev на своїх підприємствах, у тому числі й на Апатинській пивоварні.

## Асортимент продукції
- Jelen Pivo — провідний сорт броварні і, відповідно, найпопулярніше пиво у Сербії, також експортується до сусідніх країн. Вміст алкоголю — 5,0 %;
- Pils Light — світле пиво з вмістом алкоголю 5,0 %;
- Apatinsko Svetlo Pivo — світле пиво з вмістом алкоголю 4,7 %, розливається лише у пляшки 2 літри;

Крім цього на виробничих потужностях броварні за ліцензією Anheuser-Busch InBev розливається пиво міжнародних торговельних марок цієї корпорації — «Stella Artois», «Löwenbräu» та «Beck's», а також пиво чорногорської торговельної марки «Nikšićko». Підприємство також є виробником широкого спектра прохолоджувальних безалкогольних напоїв.